# 昂贝尔纳克
昂贝尔纳克（法語：Ambernac，法語發音：[ɑ̃bɛʁnak]）是法国夏朗德省的一个市镇，位于该省东北部，属于孔福朗区。

## 地理
昂贝尔纳克（45°58'49"N, 0°32'30"E）面积30.05 平方千米，位于法国新阿基坦大区夏朗德省，该省份为法国西部内陆省份，北起德塞夫勒省和维埃纳省，东临上维埃纳省，东南至多尔多涅省，南至多爾多涅省，西接滨海夏朗德省。
与昂贝尔纳克接壤的市镇（或旧市镇、城区）包括：阿卢、维埃纳河畔昂萨克、马诺、圣库唐、圣洛朗德塞里、上夏朗德土地镇。

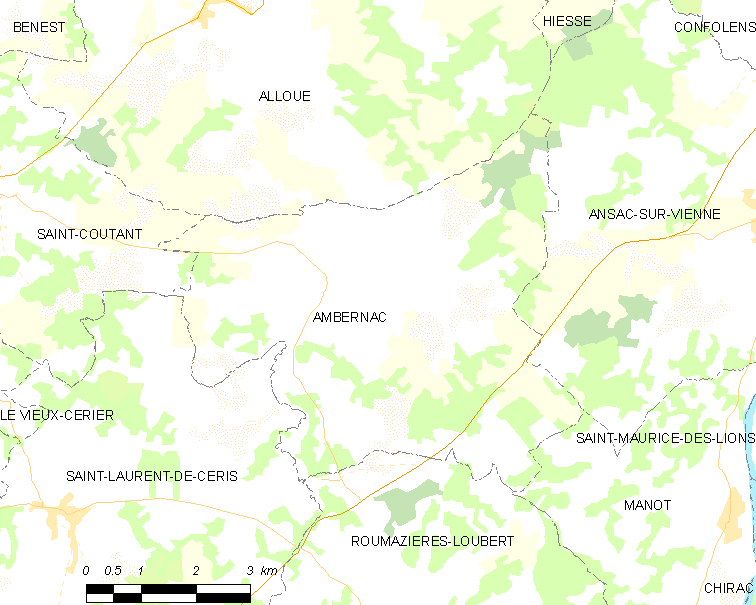
昂贝尔纳克的OSM定位图

昂贝尔纳克的时区为UTC+01:00、UTC+02:00（夏令时）。

## 行政
昂贝尔纳克的邮政编码为16490，INSEE市镇编码为16009。

## 政治
昂贝尔纳克所属的省级选区为夏朗德-维埃纳县。

## 人口

1962-2008年间昂贝尔纳克人口变化图示

昂贝尔纳克于2022年1月1日时的人口数量为377人。